# Giacomo Costa (imprenditore)
Giacomo Costa (Santa Margherita Ligure, 3 agosto 1836 – 5 aprile 1916) è stato un armatore e imprenditore italiano, fondatore, assieme al fratello Giobatta (1825-1892) di una società di navigazione che trasportava olio d'oliva e altri prodotti.

## Biografia
Giacomo e il fratello Giobatta (Giovan Battista) fondarono alla metà del XIX secolo una società denominata "G. Costa fu Andrea". La società commerciava tessuti ed olio di oliva tra i mercati di Genova e della Sardegna. Per queste attività si dotarono di alcune imbarcazioni.
Nel 1880 la società rimane nel controllo del solo Giacomo con i figli Luigi, Eugenio, Enrico e Federico. Tra il 1890 e la fine del secolo iniziò ad esportare olio anche nei mercati di oltre oceano dove, a causa dell'immigrazione italiana di quel periodo, si era creata una richiesta per questo prodotto e altri generi alimentari tipici italiani. Costa si specializza quindi nell'acquisto dell'olio d'oliva grezzo nei paesi del Mediterraneo per esportarlo oltre oceano.
Nel 1910 la società lasciò il commercio dei tessuti per dedicarsi esclusivamente al commercio dell'olio, acquistato nel bacino del Mediterraneo e venduto negli Stati Uniti con il marchio Olio Dante, marchio registrato nel 1898. In America Latina era invece usato il marchio Bau.
Con la prima guerra mondiale, a causa delle restrizioni nel traffico marittimo e delle difficoltà a esportare, la società entra in crisi e, dopo la morte di Giacomo, venne posta in liquidazione. 
Verrà ricostituita dopo la fine della guerra, dai figli, sempre come "G. Costa fu Andrea", per poi divenire nel 1986 l'attuale "Costa Crociere".